# Zeltbahn
De Duitse benaming Zeltbahn was een multifunctioneel stuk waterbestendig stof dat in de basisuitrusting van een Duitse soldaat zat en werd gebruikt als regenvest/poncho, camouflagedeken, tentzeil, windzeil, draagberrie. De Zeltbahn werd door het Duits leger ingezet vanaf het einde van de 19e eeuw en bewees vooral zijn dienst tijdens de Eerste Wereldoorlog en Tweede Wereldoorlog. Het is ook bekend onder de benaming Zeltplane.

## Typen en varianten
De twee basisvarianten van de Zeltbahn waren het vierkant en de driehoek. Ze hadden elk hun standaardafmetingen en gatenverdelingen, waardoor men verschillende Zeltbahnen aan elkaar kon koppelen. Een overzicht:

### Model 1: het vierkant
Dit is het eerste model en staat ook bekend als het standaard-1892-model. Deze variant werd ingeroepen door het Duits leger vanaf het einde van de 19e eeuw en werd vooral gebruikt in de Eerste Wereldoorlog tot aan de beginjaren 30. Varianten op het initiële model 1892 werden gebruikt door andere landen in dezelfde periode tot zelfs na de Tweede Wereldoorlog (Zwitserland, Rusland, Frankrijk, Italië, de DDR en andere Oostbloklanden).

### Model 2: de driehoek
In 1931 kwam een opvolger voor het vierkante model. Dit model werd genoemd Zeltbahn 31 of M31 en is ook bekend onder de benaming Warei Zeltbahn waarbij Warei staat voor Walter Reichert, een van de eerste Zeltbahnproducenten, die hiervoor op 3.9.1926 het Duitse octrooi nummer DE430772A kreeg. De Warei mat 203 cm aan de twee schuine zijden en 240 cm aan de basis. De Zeltbahn Warei was waterbestendig en had 60 magnesium knopen (30 aan elke zijde), 30 versterkte knoopsgaten (om verschillende Zeltbahnen aan elkaar te koppelen) en 9 metalen ogen om de tentpinnen door te steken. Later in de Tweede Wereldoorlog werden economische besparingsregels ingevoerd waarbij de magnesium knopen vervangen werden door versies uit ijzer, messing of zink en de 9 metalen tentogen werden gereduceerd tot 5 stuks. Een Zeltbahnkit bevatte een scheerlijn van 2 m lengte en 4 mm dikte (M1892 - Zeltleine), een element van de driedelige tentstok (M1901 - Zeltstock) en twee haringen (tentverankeringspennen) (M1929 - Zeltpflöcke). Al deze accessoires werden doms gedragen in een tentzak (Zeltzubehörtasche) en wanneer deze niet aanwezig was hielden twee lederen pakriemen de Zeltbahn met daarin gerold de accessoires, op zijn plaats in de rugbepakking. Een Zeltbahm kon ook als regenponcho gedragen worden en vier Zeltbahnen met hun accessoires konden samen een piramidevormig tentje vormen voor meerdere soldaten.

## Camouflagepatronen van de Zeltbahn

### Inleiding
Zowel het vierkant en driehoekig Zeltbahnmodel hadden initieel een grijze kleur. De eerste Zeltbahn met een camouflagepatroon werd geïntroduceerd door de Italiaanse strijdkrachten in 1929 waarbij de poncho/tentdelen de eerste elementen waren die de telo mimetico camouflagekleur meekregen. In 1930 kopieerden de Duitse strijdkrachten (de toenmalige Reichswehr) het Italiaanse idee uit 1929 om camouflagekleuren op een Zeltbahn te drukken waarna de Duitse kleurenpatronen een evolutie kenden tot 1945. De Reichswehr lanceerde in 1931 een camouflagepatroon voor de Zeltbahn dat initieel de Buntfarbenaufdruck werd genoemd maar in 1935 is hernoemd tot Heeres-Splittermuster 31 (ook gekend als Splittertarnmuster). De Zeltbahn met dit camouflagepatroon werd gebruikt door alle eenheden in de Duitse Reichsmarine en het Duitse Reichsheer. In 1935 kreeg de Reichsführung-SS van Reichsführer-SS van Heinrich Himmler de opdracht om het onderzoek te starten naar camouflagekleuren voor het materiaal van de SS-VT (SS-Verfügungstruppe). De Reichsführung-SS experimenteerde uitvoerig met camouflagekleuren en tegen einde 1936 tot begin 1937 werden de eerste gecamoufleerde elementen aan de SS-VT Standarte Deutschland geleverd voor testgebruik. Bij het begin van de Tweede Wereldoorlog gebruikte de Waffen-SS zowel de vierkante Zeltbahn in de veldgrijze kleur als de driehoekige Zeltbahn-31 in het veldgrijs kleurpatroon, het splintercamouflagepatroon en of een ander camouflagepatroon. Na de capitulatie en ontwapening van het Italiaans leger in 1943 nam Duitsland de hele Italiaanse voorraad in beslag en de Zeltbahnen werden door het Duitse leger gewoon doorgebruikt. Foto's tonen aan dat leden van de 1ste SS Panzer-Division LAH en 12e SS Panzer-Division Hitlerjugend de Italiaanse voorraden gebruikten. De officiële Italiaanse Zeltbahn had dezelfde vorm en ontwerp als  z'n Duitse tegenhanger, de Zeltbahn 31. De productie van de Italiaanse exemplaren is verdergegaan onder Duitse supervisie, de meesten waren ook een puur Italiaans fabricaat. Tegen het einde van de Tweede Wereldoorlog produceerden men voor de SS niet minder dan tien verschillende camouflagepatronen waaronder het plataanschorspatroon (Platanenmunster), het eikenbladpatroon (Eichenlaubmuster), het palmpatroon (Palmenmuster), het moeraspatroon (Sumpfmuster), het erwtpatroon of Duits Erbsenmuster (1944 ) en het Leibermusterpatroon (1945). Vooral het plataanschorspatroon (in het Duits Platanenmuster) en het eikenbladpatroon (in het Duits Eichenlaubmuster) werden toegepast op de Zeltbahn. De Duitse politieke organisaties zoals de SA, TeNo, RAD en Hitlerjugend hielden het initieel bij de bruine of kakikleurige uitvoeringen van de Zeltbahn.  Hieronder volgt een overzicht van de verschillende camouflagekleuren voor de Zeltbahn:

### Splinterpatroon

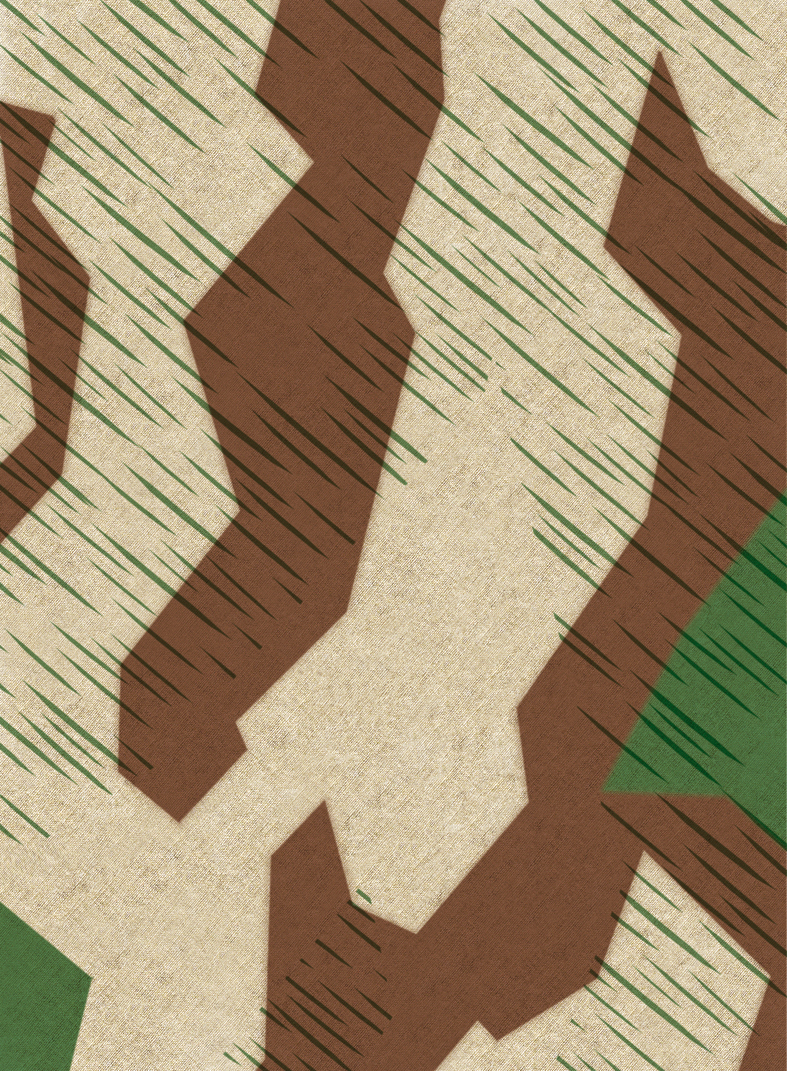
Het splinterpatroon anno 1931.

Het wordt gezegd dat het splinterpatroon het basiscamouflagepatroon was. Dit camouflagepatroon werd ontwikkeld voor de Zeltbahn door de Reichswehr in 1931 onder de originele Duitse benaming Buntfarbenaufdruck. Dit motief bleek echter niet nieuw daar het reeds in de Eerste Wereldoorlog werd toegepast op Duitse helmen en voordien zelfs op marineschepen. Het splinterpatroon voor de Zeltbahn bestond uit een reeks geometrische motieven in drie kleuren: een basiskleur van groen-grijze tinten met aardbruine motieven en grasgroene vlekken. Hierop werd een verticaal regenmotief (Duits Strich) aangebracht in de groene kleur. Het splinterpatroon werd machinaal met een roller op de twee zijden van een Zeltbahn aangebracht en herhaalde zich elke 44 cm. De ene zijde had een licht herfstkleurenpatroon (bruine grondlaag) en de andere zijde had een donkere zomerversie (groene grondlaag). De kleurenpatronen van een Zeltbahn waren een weinig verschillend naargelang de producent en de datum van fabricage. Het splinterpatroon werd gebruikt als standaardcamouflagekleur voor de Zeltbahn 31 en werd tot 1945 geleverd aan alle afdelingen van de Duitse Reichsheer (later Wehrmacht Heer), Reichsmarine (later de Wehrmacht Kriegsmarine) en de luchtmacht (Wehrmacht Luftwaffe). In de laatste jaren van de Tweede Wereldoorlog (1944-1945) werd de kleurenprint niet langer aan de twee zijden van de Zeltbahn aangebracht (enkel de herfsttint werd nog gedrukt). Voor het Duitse Afrikakorps (DAK) werd een speciaal camouflagepatroon ontworpen met drie bruinkleuren. De Duitse luchtmacht (Luftwaffe) ontwikkelde in 1941 een variant op het basissplinterpatroon voor de gevechtsuitrusting van hun Parachutisten en in 1942 voor de jassen van de Luftwaffe grondtroepen. Deze variant op het standaardsplintercamouflagepatroon kreeg de naam splinter-B en werd onder andere gebruikt voor helmhoezen, granaat- en munitiezakken van de Parachutisten. Er is geen weet dat splinter-B werd gebruikt op de Zeltbahnen.

### Gekleurd waterpatroon
Dit is een variant op het standaardsplinterpatroon en werd geïntroduceerd vanaf 1943 waarbij het splinterpatroon werd behouden mits een roodbruine toevoeging en de scherpe randen van de motieven werden verzacht. Deze variant onderging opnieuw een aanpassing in 1944 waarbij de randen van de motieven nagenoeg verdwenen. Het verticaal regenmotief in de groene kleur bleef behouden. Deze variant werd toegepast op de gevechtsuitrusting, wintervesten, broeken, helmhoezen, handschoenen, camouflagekledij, toch schijnen er foto's te bestaan van Duitse Waffen-SS eenheden in 1943 tijdens de slag om Koersk die bij hun bepakking een Zeltbahn hebben met het gekleurd waterpatroon.

### Plataanschorspatroon
Het plataanschorspatroon (Duits Platanmüster) werd initieel ontworpen in 1936 en werd door de SS-VT manschappen gebruikt tot een nieuw plataanschorspatroon werd ontworpen in 1940. Het dankt zijn naam aan het gelijkaardig aanzien met de schors van de plataan. Het nieuwe plataanschorspatroon uit 1940 werd geproduceerd in zes varianten die werden gebruikt in de Tweede Wereldoorlog tot 1944. Elke variant kreeg een nummer: van 1 tot en met 6 en tijdens het drukproces werd erop gelet dat het patroon werd gedeeld tussen nummers 1 en 2, 3 en 4, 5 en 6, zodat bij het samenvoegen van elk Zeltbahnpaar de motieven overstemden. De nummers werden bedrukt op de Zeltbahn om de paren te vinden. Het plataanschorspatroon werd bedrukt in twee kleuren op elke Zeltbahnzijde: een zijde in de zomerkleuren (overwegend groen) en de andere zijde in de herfstkleuren (overwegend bruin).

### Eikenbladpatroon
De Zeltbahn met het eikenbladpatroon werd gedrukt op beide zijden. De ene zijde had de zomerkleuren, terwijl de andere zijde de herfstkleuren had. Er bestonden twee varianten van dit patroon: het eikenbladpatroon A en het eikenbladpatroon B. Het eikenbladpatroon A werd geïntroduceerd in 1941 en had een kleurenprint die vrij scherp en fel was terwijl bewijsmateriaal aangeeft dat het eikenbladpatroon B in 1943 werd gebruikt. Bij het B-patroon waren de randen van het eikenbladmotief minder uitgesproken en hadden dunne dubbele lijnen rondom het motief. Beide patronen bleven in gebruik tot 1945.

## Gebruik van de Zeltbahn
Het Duits legervoorschrift Heeresdienstvorschrift HDv 205/1 vrijgegeven op 20 april 1932 met een amendement in 1937 beschreef de gebruiksvoorschriften van de Zeltbahn 31.

## Nabeschouwingen
Ontegensprekelijk was de Zeltbahn een belangrijk element uit de basisuitrusting van een soldaat waarvan er miljoenen werden geproduceerd voor, tijdens en na de Tweede Wereldoorlog. Landen zoals Frankrijk en Zweden kopieerden de Warei Zeltbahn met hun eigen camouflagekleuren na de Tweede Wereldoorlog. De naoorlogse Duitse politie en Grenswacht (BGS) gebruikte eveneens het patroon 1931 Zeltbahn in groene en grijze kleuren. Een variant op het standaard-31-patroon, waarvan de onderste rand niet recht was, werd gebruikt door de BGS en Oostenrijkse defensiekrachten. Het Italiaanse camouflagepatroon uit 1929 bleef in gebruik bij de Italiaanse strijdkrachten tot de beginjaren van 1980.